# San Juan de Oriente
San Juan de Oriente è un comune del Nicaragua facente parte del dipartimento di Masaya.